# Lazar Mojsov

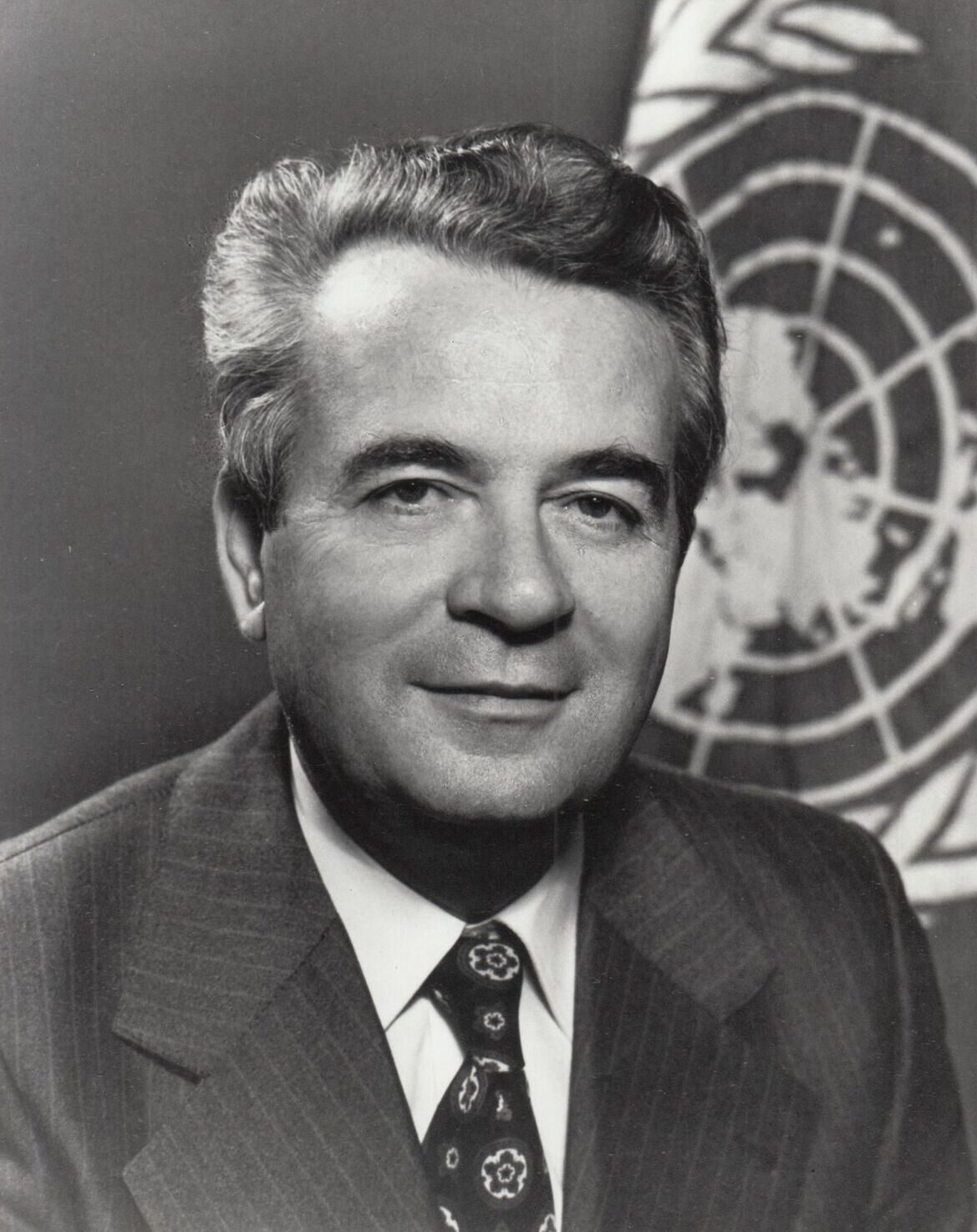
Lazar Mojsov (1977)

Lazar Mojsov (mazedonisch Лазар Мојсов; * 19. Dezember 1920 in Negotino; † 25. August 2011 in Belgrad) war ein jugoslawischer Journalist, Politiker und Diplomat. Er war Präsident der Generalversammlung der Vereinten Nationen, Vorsitzender des Präsidiums der SFR Jugoslawiens und des ZK der KP Jugoslawiens.

## Leben
Mojsov schloss ein Studium an der Belgrader rechtswissenschaftlichen Fakultät mit dem Doktorgrad ab, bevor er während des Zweiten Weltkrieges als Partisan und Mitglied des Antifaschistischen Rates der Nationalen Befreiung Jugoslawiens gegen die Deutsche Okkupation kämpfte. Nach dem Zweiten Weltkrieg machte er als Mitglied des mazedonischen Landesverbandes der Kommunistischen Partei schnell Karriere; 1945 bis 1958 (und erneut 1964 bis 1967) war er Mitglied des jugoslawischen Parlamentes; zudem 1948–1951 Justizminister der sozialistischen Teilrepublik Mazedonien. 1953–58 stand er als Präsident dem obersten Gericht der jugoslawischen Teilrepublik vor.
Im Anschluss wurde er in den diplomatischen Dienst berufen; zuerst als Botschafter in der UdSSR und der Mongolei (1958–1961), später in Österreich (1967–1969) und bei der Internationalen Atomenergieorganisation, sowie als permanenter Vertreter bei den Vereinten Nationen sowie als Botschafter in Guyana und Jamaika (1969–1974). Im Anschluss war er zuerst 1974–1982 stellvertretender und später 1982–1984 Außenminister Jugoslawiens. In dieser Zeit leitete Mojsov die Generalversammlung der UNO als Präsident (20. September 1977 bis 19. September 1978) und stand dem Zentralkomitee der KP Jugoslawiens vor (20. Oktober 1980 bis 20. Oktober 1981).
Von 1984 bis 1989 war er Mitglied des jugoslawischen Staatspräsidiums für seine Heimatrepublik und im Jahre 1987–1988 dessen Vorsitzender und somit nominelles Staatsoberhaupt Jugoslawiens.
Daneben war Mojsov als Journalist tätig, unter anderem war er auch Chefredakteur der Tageszeitung Borba.
Die Biochemikerin Svetlana Mojsov ist seine Tochter.

## Werke
- Bugarska Radnička Partija (komunista) i makedonsko nacionalno pitanje (Die Bulgarische Arbeiterpartei (Kommunisten) und die mazedonische nationale Frage), 1948
- Makedoncite vo Egejska Makedonija. Okolu prašanjeto na makedonskoto nacionalno malcinstvo vo Grcija (Mazedonen im Ägäischen Mazedonien. Zur Frage der mazedonischen nationalen Minderheit in Griechenland), 1989, ISBN 86-15-00189-9
- Memoarski zapisi. Sredbi, lugje, nastani (Erinnerungs-Aufschriebe: Begegnungen, Menschen, Ereignisse), Band 1: Sovetski i amerikanski lideri vo sorabotka i konfrontacija (od Hruščov do Elcin i od Nikson do Klinton) (Sowjetische und amerikanische Führer zwischen Kooperation und Konfrontation (von Chruschtschow bis Jelzin und von Nixon bis Clinton)), 2006, ISBN 9989-2537-0-6.